# Renia morosalis
Renia morosalis är en fjärilsart som beskrevs av William Schaus 1916. Renia morosalis ingår i släktet Renia och familjen nattflyn. Inga underarter finns listade.